# جاندارا

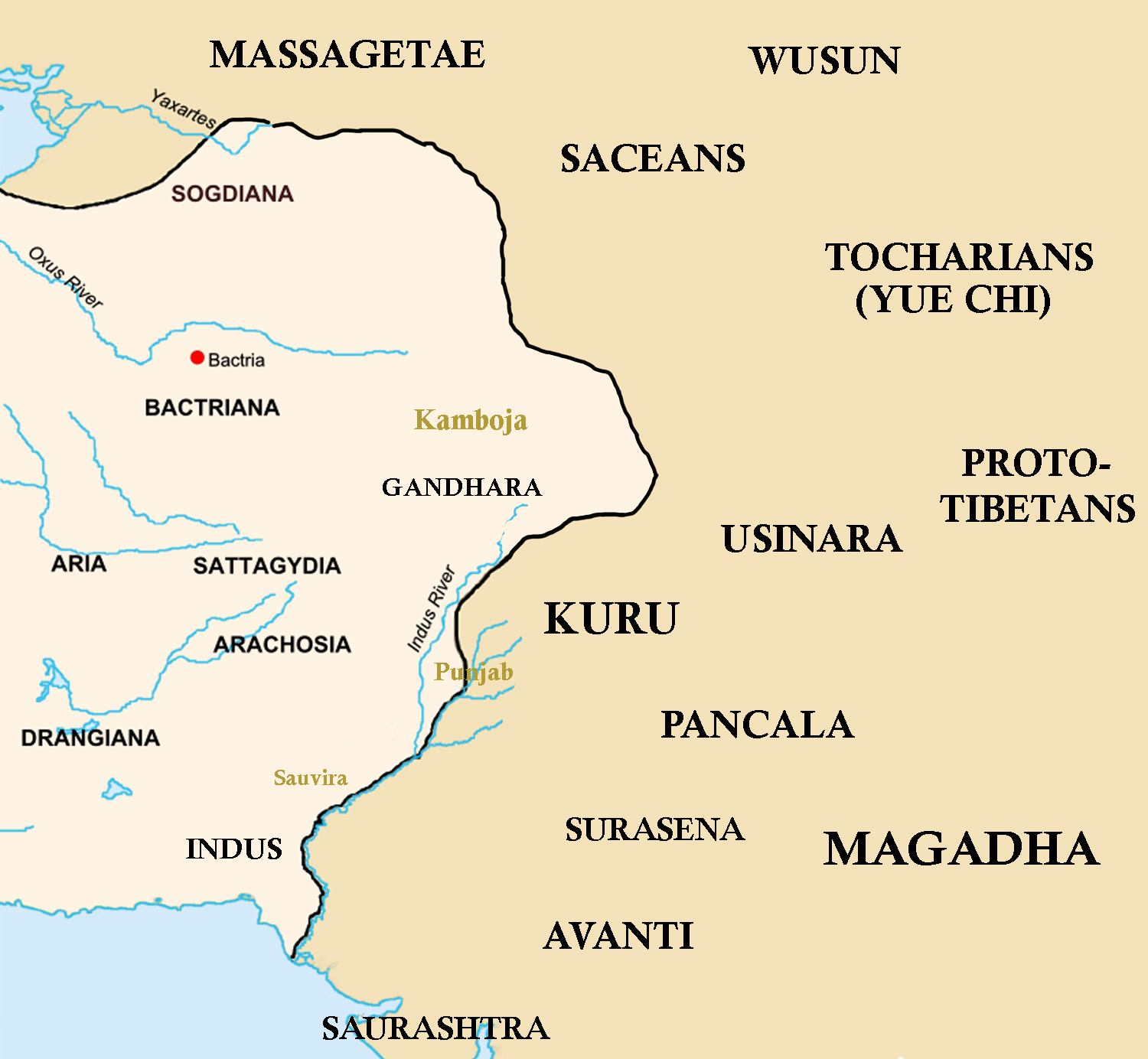
الحدود الشرقية للإمبراطورية الأخمينية.

جاندارا، أو غادارا في النقوش الأخمينية (بالفارسية القديمة: المسمارية 𐎥𐎭𐎠𐎼، غادارا، ترجمت أيضًا باسم جاندارا منذ حذف حرف «ن» الأنفي كأحد الحروف الساكنة في نص اللغة الفارسية القديم، كما يتم تبسيطها كما جاندارا أو في بعض الأحيان جاندارا) كانت واحدة من الساترابات الشرقية للإمبراطورية الأخمينية في جنوب آسيا، بعد الفتح الأخميني لوادي السند. يظهر الاسم في عدة نقوش أخمينية مثل نقش بيستون، أو نقش DNa لدارا الأول.
وقد أشير إلى الساتراب أيضا باسم Paruparaesanna (باليونانية: Parapamisadae) في الإصدارت البابلية والعيلامية من نقش Behistun. يبدو أن مدى هذا الساتراب كان أوسع من المنطقة الجغرافية الفعلية في غاندارا.
وفقا لهيرودوت، فقد شارك جنود جاندارا في الغزو الفارسي الثاني لليونان حوالي 480 قبل الميلاد. وكان لديهم معدات مختلفة من هندوش، أقرب إلى حد ما من الباختريين، وكانوا تحت قيادة أرتيفيوس ابن أرتابانوس:
لا يزال تصوير الجنود الهنود وأسماء الساترابات الهندية القديمة الثلاث بما في ذلك جاندارا تظهر في نقوش مسمارية بثلاث لغات فوق كل شخصية على قبر أردشير الثاني الأخميني (حوالي العام 358 قبل الميلاد).

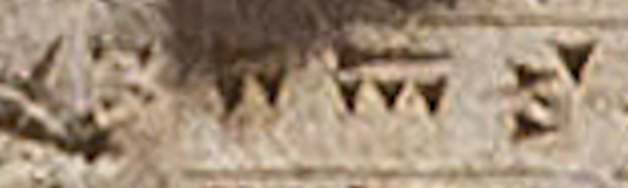
اسم غادارا (𐎥𐎭𐎠𐎼 بالكتابة المسمارية الفارسية القديمة) في نقش DNa لدارا الأول (حوالي 500 قبل الميلاد).

## روابط خارجية
- التاريخ والخلفية